# VI. León bizánci császár
VI. (Bölcs) León, magyarosan Leó (görögül: Λέων ΣΤ΄ ὁ Σοφός, 866. szeptember 19. – 912. május 11.) a Bizánci Birodalom császára (uralkodott társcsászárként 870. január 6-tól; egyeduralkodóként 886. augusztus 29-től haláláig), a Makedón-dinasztia második tagja, I. Baszileiosz fia volt. A trónon öccse, III. Alexandrosz követte. León melléknevét törvényalkotó tevékenységével érdemelte ki, politikai tekintetben azonban kevésbé fényes eredményeket ért el. A korai magyar történelemben is jelentős szerepet játszik, mint a honfoglalás előtti évek egyik kulcsszereplője.

## Ifjúsága
León akkor született, amikor Baszileiosz második felesége, Eudokia Ingerina, még mindig egyúttal III. (Részeges) Mihály szeretője volt. Bár Baszileiosz elismerte fiának és 870-ben bátyja, Kónsztantinosz mellé őt is társcsászárrá fogadta, a bizonytalan származású császárfi és apja kapcsolata sosem volt harmonikusnak mondható: apja majdnem megvakíttatta kamaszkorában, és halálos ágyán is őt vádolta összeesküvéssel. Kónsztantinosz 879-es halálakor Leó trónörökössé lépett elő, és amikor Baszileiosz 886-ban vadászbalesetben meghalt, örökölte a trónt. Elméletben öccsével, a 879-óta társcsászárrá koronázott III. Alexandrosszal uralkodott közösen, ám az nem vett részt az állami ügyekben.

## Külpolitikai kudarcok

### Bolgár háborúk
I. Baszileiosz idején elhárult a bizánci területeket közvetlenül fenyegető arab veszély, részben Dél-Itália visszahódításának, részben az Abbászida Kalifátus belső válságának köszönhetően. Leónak azonban új ellenféllel kellett szembenéznie a Balkánon. 889-ben ugyanis visszavonult a birodalommal jó kapcsolatot ápoló, kereszténységet is felvevő Borisz bolgár fejedelem, de fiát, Vladimirt 893-ban pogánysága miatt leváltotta és megvakíttatta. Ekkor kisebbik fia, Simeon foglalta el a trónt. Simeon hamarosan háborút indított Bizánc ellen, aminek kereskedelmi okai voltak: a császár ugyanis két kereskedőre ruházta a bolgár árucsere kizárólagos jogát, ők pedig Konstantinápolyból Thesszalonikébe helyezték át ennek központját, megemelve a vámtételeket. Simeon bosszúból betört a birodalom területére, és legyőzte a gyenge balkáni haderőt.
Ekkor fordult León a Duna és Dnyeper közti területen tartózkodó magyarokhoz. A nomád harcosok örömmel támadták hátba 895-ben Simeont, feldúlva északi területeit, többször győzelmet aratva a bolgárok felett, miközben a sikeres itáliai hadjáratairól visszahívott Niképhorosz Phókasz elfoglalta a határvidéket, a bizánci flotta pedig Euszthatiosz vezénylete alatt elzárta a Duna torkolatát. Simeon fegyverszünetet kötött, és szövetkezett a magyarok keleti szomszédaival, a besenyőkkel. A magyarokat így már sikerült legyőzni, ami ahhoz vezetett, hogy a nép nyugatra vonult, a Kárpát-medencébe, végrehajtva a honfoglalást. Így már a bizánciak ellen is fel tudott lépni: a 896-os bulgarophügoni csata fényes győzelemmel végződött, és Simeon adófizetésre kötelezte Leót.
Bár beállt a béke, Simeon nem habozott beavatkozni a bizánci ügyekbe, hogy saját helyzetét megerősíthesse: amikor 904-ben az arabok feldúlták Thesszalonikét, Simeon cár a katasztrofális helyzetben rákényszerítette a császári adminisztrációt, hogy Bulgária határát egészen a városig tolhassa ki.

### Arab harcok
A súlyos harcokat az arabok mindkét határon igyekeztek kihasználni: Armeniát, a keleti határtartományt pusztító portyák dúlták, és a muszlimok ismét be-betörtek Kilikiába. Innen 900 körül Niképhorosz Phókasz tudta csak kiűzni őket, amikor átvette a hágók feletti parancsnokságot.
A keleti és nyugati szárazföldi háborúskodás mellett háttérbe szorult a tengeri haderő fejlesztése, és a császár az itáliai ügyekre sem fordíthatott kellő energiát. Ezzel viszont végleg elveszett Szicília megtartásának lehetősége: 902. augusztus 1-jén Taormina arab kézbe került, a Bizánci Birodalom pedig jó időre kivonult a sziget történetéből.
Nem ez volt az egyetlen vereség, amit az arab flotta okozott Bizáncnak. Már 902-ben végigdúlták az Égei-tenger szigeteit és partvidékét egészen Thesszáliáig, kirabolva a gazdag Démétriaszt, 904-ben pedig Tripoliszi León, egy renegát vezetésével az egyiptomi flotta megszerezte a Konstantinápolyhoz kulcsot jelentő Abüdoszt, majd három hónapos ostromot követően kifosztotta a birodalom második városát, Thesszalonikét, mely 904. július 31-én elesett. Szörnyű rablás és mészárlás után vonultak ki a támadók.
León tanult a kudarcból, és intenzív flottafejlesztésbe kezdett. 905-ben Himeriosz tengernagy az Égei-tengeren leverte az arabokat, hamarosan megszerezte Ciprust, és a tenger felől betört Szíriába. Az expedíció mégis kudarcot vallott, mert Laodikeiát nem sikerült bevenni, ráadásul a 911-ben visszavonuló hajóhad Tripoliszi León és Damianosz renegátok hajóinak csapdájába került, és elpusztult.

### Orosz kapcsolat
Az arabok elleni tengeri expedícióban egy későbbi leírás szerint 700 orosz zsoldos is részt vett. Ennek az volt az alapja, hogy 907-ben a kijevi Oleg fejedelem hatalmas hajóhaddal jelent meg Konstantinápoly alatt, amivel rákényszeríthette Leót, hogy kereskedelmi szerződésre lépjen vele. A 911-ben kötött megállapodás engedélyezte, hogy oroszok kereskedjenek Konstantinápolyban, továbbá lehetőséget teremtett arra, hogy bizánci zászló alatt hadakozhassanak.

## Leó törvényhozása
Az új császár uralkodása alatt fejeződött be az atyja nevét és részben rendelkezéseit őrző Baszilikák megalkotása, mely a Corpus Juris Civilis görög nyelvű fordítása, átalakítása, kibővítése és modernizációja – korabeli szóhasználattal élve: megtisztítása – volt. Struktúráját egyszerűsítették, így görög nyelvének és jobb használhatóságának köszönhetően gyorsan felváltotta elődjét mint a jogtudomány alapja. A műhöz számos későbbi kommentár és magyarázat (szkholion) készült a 10–13. században; sőt a 12. században még regisztert is alkottak hozzá (tipukeitosz).
Jogtörténeti jelentősége kisebb, ám történeti forrásként sokkal jobban alkalmazható León 113 rendeletét tömörítő Novellae-ja. Ezek nem szorosan kapcsolódnak egymáshoz, és többségük Sztülianosz Zautzész, a császár 899-ben elhunyt apósának és főminiszterének (logothetész tou dromou) írása. (Jellemző, hogy Leó törvényalkotása jóval ritkább lett Zautzész halála után.) A törvények eltörlik a korábbi szenátusi és kuriális arisztokrácia előjogait, gyakorlatilag korlátlanná téve a császári hatalmat – az egy kivétel ez alól az egyház –, viszont tápot adtak egy földbirtokos arisztokrácia kialakulásához, amelynek formálódása már az elmúlt évtizedekben megkezdődött.

## Házassági és vallási botrányok
León idején komoly botrányokat kavartak a dinasztikus problémák. Első feleségét, az ortodox kereszténységben szentnek tartott, mélyen vallásos Theophanót még I. Baszileiosz adta hozzá. A boldogtalan frigy az asszony 897. november 10-én halálával véget ért. 898 tavaszán León így szeretőjét, Zóé Zautzinát vehette feleségül – apósa, Zautzész részére alkotta meg a baszilopatór, azaz „a császár apja” címet –, de 899-ben Zóé is meghalt.
A császár korábban az egyházi előírásoknak megfelelően megtiltotta a kettőnél többszöri nősülést, és már a másodikat sem támogatta. Ennek ellenére örökös híján kénytelen volt megoldást keresni, így saját törvényeit és a klérus parancsait megszegve 900-ban a phrügiai Eudokia Baianát vette feleségül. A frigy szerencsétlenül sikerült, mert amellett, hogy megrontotta a császár és a papság viszonyát, a feleség fiatalon, 901. április 12-én már meg is halt.
A császár ezt követően egyelőre nem vállalkozott új, még nagyobb bűn elkövetésére, ezért szeretőt tartott Zóé Karbónopszina személyében, akitől 905-ben fiúgyermeke született. Nikolaosz Müsztikosz pátriárka ekkor beleegyezett, hogy 906. január 6-án megkeresztelje Kónsztantinoszt és elismerje legitim trónörökösnek, de csak azzal a feltétellel, hogy Leó eltaszítja Zóét. A császár ehelyett január 9-én eljegyezte Zóét, és császárnővé (augusta) nevezte ki. A lépés rettentő haragot váltott ki az egyháziakból, akik 906 karácsonyán és 907 vízkeresztjén nem engedték be a Hagia Szophia székesegyházba.
León a korábban jól bevált eszközhöz fordult, kijátszva egymás ellen a római pápa és a konstantinápolyi pátriárka régi hatalmi viszálykodását. Kapcsolatba lépett III. Sergius pápával, aki az enyhébb nyugati szabályoknak megfelelően megadta a szükséges diszpenzációt, örülve, hogy a császár végre elismeri a főségét. Leó erre építve ideiglenesen leváltotta Müsztikosz pátriárkát, helyére Euthümioszt állította, amivel tovább mérgesítette a helyzetet. Végül a klérus kénytelen volt meghajolni a császári akarat előtt: 908. május 15-én Leó és Zóé kisfia, a későbbi VII. (Bíborbanszületett) Konstantin társcsászárrá koronáztatott. A császár célja így teljesült, bár a vita egyházi jellegű része egészen uralkodása végéig elhúzódott, és Müsztikosz álláspontja jutott győzelemre.

## Utódlása, művei emlékezete
A tudós Phótiosz neveltje, León nem csak törvénykezése, hanem irodalmi munkássága miatt is kiérdemelte a Bölcs melléknevet. Taktikon című művében összegezte hadtudományi tapasztalatait; ebben utal a magyarok szokásaira is. Egyházi jellegű munkát is folytatott: több homíliája és értekezése maradt az utókorra. Kortársa, Cremonai Liudprand két történetet is hagyományozott az utókorra, melyek Hárún ar-Rasídra vagy épp Theophiloszra emlékeztető álruhás ellenőrzéseket és tréfákat örökítenek meg.
Amikor Leó 912-ben meghalt, fia, Kónsztantinosz még hatéves kisgyermek volt. A trónt így az addig a politikától távolmaradó, már 879 óta társcsászári rangot élvező III. Alexandrosz örökölte, aki rövid uralkodása alatt eltávolította az udvarból Zóét és Leó embereit, ám azok - halála után - visszatértek, és hamarosan Zóé Augusta nyerte el a legfelsőbb hatalmat.

## Művei magyarul
- részletek INː (szerk.) Simon Róbert – Székely Magda – Dimitriosz Hadziszː A bizánci irodalom kistükre, Európa Könyvkiadó, Budapest, 1974, ISBN 963-07-0345-9, 121–127, 729–737 p
- Bölcs Leó: Taktika. Fordította Fehér Bence. A jegyzeteket írta Fehér Bence és Kákóczki Balázs A bevezető tanulmányt írta Kákóczki Balázs. Martin Opitz Kiadó, 2025. ISBN 9786156388858. Részletek online: https://arpad.abtk.hu/images/kiadvanyok/pazmany_taktika_kivonat.pdf